# Tropaeolum incisum
Tropaeolum incisum är en krasseväxtart som först beskrevs av Carlos Luis Spegazzini, och fick sitt nu gällande namn av Benkt U. Sparre. Tropaeolum incisum ingår i släktet krassar, och familjen krasseväxter. Inga underarter finns listade i Catalogue of Life.